# تايلور تاونسيند
تايلور تاونسند (ولدت في 16 أبريل 1996) هي لاعبة كرة مضرب أمريكية، توجت ببطولة الفتيات 2012 في أستراليا المفتوحة " بطولة الفردي. هي أول أمريكية تظل رقم 1 في نهاية العام المستوى للفتيات الصغار منذ غريتشن الذروة في عام 1982.

## الاحتراف

### 2010
شاركت تايلور في بطولة واحده فقط هذا العام وكانت في اميليا ايلاند 10,000 $ .

### 2011
وصلت تاونسند اثنين من الدور نصف النهائي ITF الدائرة:
الأول $ 50,000 بطولة في كارسون، CA، مايو، وخسرته امام اليكسا جلاتش.
الآخر 10000 $ بطولة في أتلانتا، GA، في يوليو، وخسرته امام الكسيس الملك.
منحت تاونسند بطاقة دعوة إلى القرعة الرئيسية لل بطولة الزوجي النساء في الولايات المتحدة، حيث كانت الاقتران أنها مع جيسيكا. وصل الزوج الي الدور الثالث.

### 2012
بدأت تاونسند العام بالفوز جديد بطولة أستراليا المفتوحة ناشئات، بفوزها على الروسية يوليا في ثلاث مجموعات. كما فازت تايلور لقب الزوجي مع مواطنتها غابرييل اندروز. بمشاركة أوجيني بوشار، فازت ببطولة ويمبلدون 2012 . كما فازت بمشاركة الأمريكية في البطولة المفتوحة الزوجية مع غابرييل اندروز.
لعبت في قسم البنات من بطولة الولايات المتحدة المفتوحة وكانت المصنفة الأولى.

### 2013
تاونسند تنافست في 2013 سيتي المفتوحة، ولعب في القرعة الرئيسية في الزوجي للمرة الأولى. وصلت إلى النهائي مع شريكتها الكندية أوجيني بوشار.

### 2014
فاز تاونسند أول لقب لها في ال ITF في شارلوتسفيل، بعد هزيمة مونتسيرات غونزاليز في المباراة النهائية. جنبا إلى جنب مع آسيا محمد فازت أيضا الزوجي في نفس البطولة. في وقت لاحق أسبوع واحد فقط فازت بلقبها الثاني في ال ITF البطولة الهندية ميناء بيتش، وكانت منافستها في النهائي هذه المرة يوليا. وفازت مرة أخرى أيضا فازت بمسابقة الزوجي هناك.
فازت تاونسند وأسطا بطاقة الدخول البرية في بطولة فرنسا المفتوحة، حيث قدمت لها بطولات الجراند سلام الكبرى لأول مرة رقم 205 في العالم. في الجولة الأولى، هزمت الأمريكية رقم 65 فانيا كينغ، وبعد ذلك هزمت المصنفة رقم 20 ورقم 1 في فرنسا الفرنسية اليز كورنيه في الدور الثاني لتصبح أول امرأة أمريكية تتقدم إلى الدور الثالث. ثم خسرت تاونسند إلى رقم 14 كارلا سواريز نافارو بثلاث مجموعات متتالية.
وفي أمريكا تواجهت تايلور مع المصنفة الاولي عاليما ومثلها الاعلي سيرينا ويليامز لكنها خسرت بنتيجة ساحقة 3-6 1-6

## روابط خارجية
- تايلور تاونسيند على موقع رابطة محترفات التنس (الإنجليزية)
- تايلور تاونسيند على موقع الاتحاد الدولي لكرة المضرب (الإنجليزية)
- تايلور تاونسيند على موقع كأس بيلي جين كينغ (الإنجليزية)
- تايلور تاونسيند على موقع بطولة ويمبلدون (الإنجليزية)
- تايلور تاونسيند على موقع خلاصة التنس.كوم (الإنجليزية)
- تايلور تاونسيند على موقع إي إس بي إن.كوم (الإنجليزية)